# Kurt Busiek
Kurt Busiek (Boston, 16 settembre 1960) è un fumettista statunitense, noto per la miniserie Marvels, la serie Astro City e un ciclo di quattro anni sui Vendicatori.

## Carriera
Durante l'ultimo semestre del suo ultimo anno di scuola superiore, Busiek mandò alcune sceneggiature a Dick Giordano, curatore editoriale della DC Comics. Nessuna fu venduta, ma suscitarono l'invito a sottoporre altro materiale alla redazione, cosa che portò al suo primo lavoro professionale, una breve storia in Green Lantern #162 (marzo 1983).
Busiek ha lavorato su un gran numero di testate nella sua carriera, tra cui Arrowsmith, The Avengers, Icon, Iron Man, The Liberty Project, Ninjak, The Power Company, Red Tornado, Shockrockets, Superman: Secret identity, Thunderbolts, Untold tales of Spider-man, JLA, nonché le premiate Marvels (Marvel Comics), dipinta da Alex Ross, e la sua creazione originale Kurt Busiek's Astro City (Homage Comics), con cui afferma come il genere supereroico non sia intrinsecamente immaturo e semplicistico, ma possa trasmettere valori significativi al pari di altri generi.
Negli anni novanta il suo lavoro fu rallentato da problemi di salute derivanti da un avvelenamento da mercurio.
Nel 1997, Busiek iniziò a scrivere Avengers per i disegni di George Pérez; quest'ultimo lasciò la serie nel 2000, ma Busiek continuò a scriverla per altri due anni collaborando con Alan Davis, Kieron Dwyer e altri.
Nel 2003, Busiek e Pérez tornarono a collaborare per la miniserie Vendicatori/JLA.
Ancora nel 2003, Busiek iniziò una nuova serie di Conan per la Dark horse, che scrisse per quattro anni.
Nel dicembre 2005 firmò un contratto di esclusiva per due anni con la DC Comics, scrivendo storie per Superman e Aquaman; sceneggiò con Fabian Nicieza anche il settimanale di 52 numeri Trinity con protagonisti Superman, Batman e Wonder Woman, disegnato tra gli altri da Mark Bagley.

## Riconoscimenti
Il lavoro di Busiek ha vinto numerosi premi nell'ambito dell'industria del fumetto, tra cui un Harvey Award come "miglior scrittore" nel 1998 e un Eisner Award come "miglior scrittore" nel 1999.